# Talladega Springs (Alabama)
Talladega Springs é uma cidade  localizada no estado americano de Alabama, no Condado de Talladega.

## Demografia
Segundo o censo americano de 2000, a sua população era de 124 habitantes.
Em 2006, foi estimada uma população de 125, um aumento de 1 (0.8%).

## Geografia
De acordo com o United States Census Bureau, a localidade tem uma área de 3,2 km², sem área coberta por água.

## Localidades na vizinhança
O diagrama seguinte representa as localidades num raio de 24 km ao redor de Talladega Springs.